# Deschampsia pusilla
Deschampsia pusilla là một loài thực vật có hoa trong họ Hòa thảo. Loài này được Petrie mô tả khoa học đầu tiên năm 1891.